# 夢幻流行
梦幻流行（英語：Dream pop）是流行摇滚和另类摇滚的一种音乐分支风格。虽然对梦幻流行的影响可以追溯到20世纪40年代，现代梦幻流行起源于20世纪80年代中期的英国，但是这一词大多专指于美国。The Passions、Dif Juz、Lowlife和A.R. Kane等乐队最先开始尝试融合后朋克、苦中带甜的流行乐旋律和仙音元素（ethereal wave，暗潮音乐的亚流派），形成梦幻般的“音景”。
梦幻流行流派更多地注重音乐的质地和情感，而不是传统摇滚乐常有的推进性的反复乐节。主唱的声音常为气音甚至近乎耳语，歌词往往是关注内心的。专辑封面往往糅合了模糊的、柔和的图像风格和极简的设计风格。4AD唱片公司是与梦幻流行相关的最著名的公司，其他厂牌如Creation、Projekt、Fontana、Bedazzled、Vernon Yard和Slumberland在该流派上也相当有影响力。
梦幻流行依靠音速处理音乐质地来表达悦耳的音调，尝试使用气声和充满回音的吉他效果和电子合成器来加以处理效果。尽管极地双子星通过他们模糊的声音和颓靡的音景常被看作是梦幻流行的领导者，但是这个流派在形式上还有比缓慢电子结构更为多的的差异。
在華語樂壇也有该风格的艺人。王菲在1998年的專輯《唱游》中就做了大量的气声化处理，营造出一种梦幻飘渺的境界，这和王菲自1994年的專輯《胡思亂想》因欣赏极地双子星開始翻唱該樂隊的歌曲，并与其在1996年的專輯《浮躁》中的合作是密不可分的，而《唱游》也获得了世界十佳DREAM POP专辑。
現今主流的夢幻流行藝人有Lana del ray, Cigarettes after sex等。